# خنرکوو (استان اشوی‌داشکسیه)
خنرکوو (به لهستانی: Henryków) یک منطقهٔ مسکونی در لهستان است که در گمینا ماووگوشچ واقع شده‌است.